# Лакам-д'Урсе
Лака́м-д'Урсе́ (фр. Lacam-d'Ourcet) — колишній муніципалітет у Франції, у регіоні Окситанія, департамент Лот. Населення — 118 осіб (2011).
Муніципалітет був розташований на відстані близько 450 км на південь від Парижа, 150 км на північ від Тулузи, 65 км на північний схід від Каора.

## Історія
До 2015 року муніципалітет перебував у складі регіону Південь-Піренеї. Від 1 січня 2016 року належав до нового об'єднаного регіону Окситанія.
1 січня 2016 року Лакам-д'Урсе, Кальвіак, Коміак, Ламатіві i Суссейрак було об'єднано в новий муніципалітет Суссейрак-ан-Керсі.

## Демографія
Динаміка населення (INSEE ):
Розподіл населення за віком та статтю (2006):
| Стать | Всього | До 15 років | 15-24 | 25-44 | 45-64 | 65-85 | Понад 85 |
| --- | ------ | ----------- | ----- | ----- | ----- | ----- | -------- |
| Чоловіки | 52     | 4           | 4     | 20    | 20    | 4     | 0        |
| Жінки | 84     | 28          | 8     | 16    | 24    | 4     | 4        |
| \| Статево-вікова піраміда \| Статево-вікова піраміда \| Статево-вікова піраміда \| \| ----------------------- \| ----------------------- \| ----------------------- \| \| Чоловіки \| Вік \| Жінки \| \| 0 \| 85 + \| 4 \| \| 0 \| 80-84 \| 0 \| \| 0 \| 75-79 \| 0 \| \| 0 \| 70-74 \| 0 \| \| 4 \| 65-69 \| 4 \| \| 4 \| 60-64 \| 8 \| \| 12 \| 55-59 \| 12 \| \| 4 \| 50-54 \| 4 \| \| 0 \| 45-49 \| 0 \| \| 8 \| 40-44 \| 4 \| \| 12 \| 35-39 \| 8 \| \| 0 \| 30-34 \| 4 \| \| 0 \| 25-29 \| 0 \| \| 0 \| 20-24 \| 4 \| \| 4 \| 15-20 \| 4 \| \| 4 \| 10-14 \| 0 \| \| 0 \| 5-9 \| 12 \| \| 0 \| 0-4 \| 16 \| |        |             |       |       |       |       |          |
| Статево-вікова піраміда |        |             |       |       |       |       |          |
| Чоловіки | Вік    | Жінки       |       |       |       |       |          |
| 0 | 85 +   | 4           |       |       |       |       |          |
| 0 | 80-84  | 0           |       |       |       |       |          |
| 0 | 75-79  | 0           |       |       |       |       |          |
| 0 | 70-74  | 0           |       |       |       |       |          |
| 4 | 65-69  | 4           |       |       |       |       |          |
| 4 | 60-64  | 8           |       |       |       |       |          |
| 12 | 55-59  | 12          |       |       |       |       |          |
| 4 | 50-54  | 4           |       |       |       |       |          |
| 0 | 45-49  | 0           |       |       |       |       |          |
| 8 | 40-44  | 4           |       |       |       |       |          |
| 12 | 35-39  | 8           |       |       |       |       |          |
| 0 | 30-34  | 4           |       |       |       |       |          |
| 0 | 25-29  | 0           |       |       |       |       |          |
| 0 | 20-24  | 4           |       |       |       |       |          |
| 4 | 15-20  | 4           |       |       |       |       |          |
| 4 | 10-14  | 0           |       |       |       |       |          |
| 0 | 5-9    | 12          |       |       |       |       |          |
| 0 | 0-4    | 16          |       |       |       |       |          |

## Економіка
2010 року серед 73 осіб працездатного віку (15—64 років) 49 були активними, 24 — неактивними (показник активності 67,1%, у 1999 році було 63,8%). З 49 активних мешканців працювало 46 осіб (25 чоловіків та 21 жінка), безробітними було 3 (3 чоловіки та 0 жінок). Серед 24 неактивних 8 осіб було учнями чи студентами, 12 — пенсіонерами, 4 були неактивними з інших причин.

У 2010 році в муніципалітеті числилось 55 оподаткованих домогосподарств, у яких проживали 125,0 особи, медіана доходів виносила 12 921 євро на одного особоспоживача